# Zhibek Planitia
Zhibek Planitia est une plaine située sur Vénus dans le quadrangle de Mahuea Tholus. Elle a été nommée en référence à Zhibek, héroïne de l'épopée kazakh Kyz-Zhibek.